# Platymiscium
Genre
Platymiscium est un genre de plantes à fleurs dicotylédones de la famille des Fabaceae, sous-famille des Faboideae. Ce sont des arbres originaires des régions tropicales d'Amérique, qui comprend une quarantaine d'espèces acceptées.

## Description
Ce sont des arbres de taille moyenne à grande (jusqu'à 33 mètres de haut), au tronc pouvant atteindre 120 cm de diamètre, qui se caractérisent notamment par leurs feuilles opposées et leurs fleurs papilionacées jaunes groupées en racèmes axillaires. Certaines espèces sont appréciées pour leur bois exploité comme bois d'œuvre, commercialisé notamment sous le nom de macacaúba.

## Liste d'espèces
Selon The Plant List (19 novembre 2018) :
- Platymiscium albertinae Standl. & L.O.Williams
- Platymiscium blanchetii Benth.
- Platymiscium calyptratum M. Sousa & Klitg.
- Platymiscium cochabambense Rusby
- Platymiscium cordatum Taub.
- Platymiscium curuense N. Zamora & Klitg.
- Platymiscium darienense Dwyer
- Platymiscium diadelphum S.F.Blake
- Platymiscium dichotomum Benth.
- Platymiscium dimorphandrum Donn.Sm.
- Platymiscium ellipticum Rusby
- Platymiscium filipes Benth.
- Platymiscium floribundum Vogel
- Platymiscium fragrans Rusby
- Platymiscium gracile Benth.
- Platymiscium hebestachyum Benth.
- Platymiscium indicus Willd.
- Platymiscium jejunum Klitg.
- Platymiscium lasiocarpum Sandwith
- Platymiscium latifolium Benth.
- Platymiscium luteum Benth.
- Platymiscium nitens Vogel
- Platymiscium obtusifolium Harms
- Platymiscium parviflorum Benth.
- Platymiscium piliferum Taub.
- Platymiscium pinnatum (Jacq.) Dugand
- Platymiscium pleiostachyum Donn.Sm.
- Platymiscium praecox Benth.
- Platymiscium pubescens Micheli
- Platymiscium speciosum Vogel
- Platymiscium stipulare Benth.
- Platymiscium trifoliolatum Benth.
- Platymiscium trinitatis Benth.
- Platymiscium ulei Harms
- Platymiscium urophyllum Harms
- Platymiscium yucatanum Standl.
- Platymiscium zehntneri Harms